# Zahorów Nowy
Zahorów Nowy, Nowy Zahorów (ukr. Новий Загорів, Nowyj Zahoriw) – wieś na Ukrainie w rejonie włodzimierskim obwodu wołyńskiego należąca do starozahorowskiej silskiej rady (Старозагорівська сільська рада).
Do 2020 w rejonie łokackim. 

## Historia

### Monaster w Zahorowie
Zahorów Nowy pierwotnie znany był pod nazwą Wolicy Zahorowskiej. Od XVI do XVIII w. wieś należała do Zahorowskich herbu Korczak. W 1567 r. marszałek hospodarski Piotr Zahorowski i jego żona Fedora z Sanguszków, właściciele pobliskiego Zahorowa, ufundowali tu murowany monastyr prawosławny poświęcony Narodzeniu Przeświętej Bogurodzicy. Budowę klasztoru wzniesionego na wzgórzu za wsią zakończono w 1570 r.
Zahorowski monaster wspominany jest jednak przed datą opisanej fundacji (m.in. w 1566 r. oraz w testamencie marszałka wołyńskiego Fedora Sanguszki z 9 listopada 1547 r., w którym Sanguszko zapisuje monasterowi 10 kop groszy), co świadczy o istnieniu w tym miejscu wcześniejszego, drewnianego klasztoru. Według tradycji został założony przez kijowskich mnichów w XII w.
Klasztor odegrał istotną rolę w dziejach prawosławnej i ruskiej kultury Wołynia.
Tu powstały najwybitniejsze dzieła Jowa (Joba) Kondzelewicza i kierowanej przez niego grupy malarzy ikon oraz snycerzy. W 1695 r. do zahorowskiego kiotu Kondzelewicz napisał ikony: Joachim i Anna, Trójca Święta, Chrzest Pański, Męczennica Barbara, Pierwszy męczennik Stefan.
W zahorowskim monasterze powstały również kodeksy rękopiśmienne: Zatostruj (Затоструй), Ewangelie (Євангеліє), Mineja (Мінеї). Z Zahorowem związany jest także rękopis pt. „Apostoł Zahorowski” z 1554 r.
W okresie Rzeczypospolitej Obojga Narodów wieś leżała w powiecie włodzimierskim województwa wołyńskiego.

### XVIII w.
W XVIII w. właścicielami Nowego Zahorowa byli Czaccy, zaś monaster przyjął unię brzeską (1719 r.). Zakonnikami odtąd byli uniccy bazylianie. Dzięki fundacji Czackich w stylu barokowym przebudowano monaster i wybudowano kościół (cerkiew klasztorną) pod wezwaniem Narodzenia Matki Bożej.

### XIX w.
Po III rozbiorze Polski Nowy Zahorów znalazł się w granicach Imperium Rosyjskiego (powiat włodzimierski guberni wołyńskiej). Wskutek nacisków ze strony władz rosyjskich i Rosyjskiej Cerkwi Prawosławnej miejscowi grekokatolicy przyjęli prawosławie. Wraz z likwidacją unii brzeskiej na ziemiach zabranych w 1839 r. klasztor objęli prawosławni mnisi. Przez pewien czas mieściło się tu więzienie dla bazylianów niechcących przejść na prawosławie.
W końcu XIX w. wieś liczyła 45 domów i 248 mieszkańców.

### Dwudziestolecie międzywojenne
W okresie międzywojennym Zahorów Nowy należał do gminy Chorów w powiecie włodzimierskim, a następnie horochowskim województwa wołyńskiego. Miejscowa ludność składała się z głównie z Ukraińców oraz kilku rodzin polskich. Klasztorną cerkiew przemianowano na kościół rzymskokatolicki pod wezwaniem Świętej Trójcy. Parafia rzymskokatolicka Narodzenia Najświętszej Marii Panny w Nowym Zahorowie (od 1921 r.) obejmowała m.in. wsie: Nowy Zahorów, Bołożówka (Pelagin), Chorów, Horochówka, Kremesz, Stary Zahorów, Wiktorówka, Zahajce, Zaszczytów i w 1938 r. liczyła 450 wiernych. Budynek klasztoru służył wówczas jako plebania.

### II wojna światowa
Po agresji radzieckiej na Polskę w 1939 r. Zahorów Nowy został włączony w struktury administracyjne USRR, a po ataku III Rzeszy na ZSRR w 1941 r. znalazł się pod okupacją niemiecką (okręg generalny Wolhynien-Podolien, Reichskommissariat Ukraine).
W 1943 r. Zahorów Nowy leżał w centrum czystek etnicznych prowadzonych na Wołyniu przez nacjonalistów ukraińskich. Początkowo dochodziło do pojedynczych zabójstw Polaków, następnie doszło do zbrodni na większą skalę. W nocy z 11 na 12 lipca 1943 r. bojówka OUN-UPA zamordowała kilkudziesięciu miejscowych Polaków (30-50 osób). W pobliżu klasztoru znajduje się kopiec, w którym według relacji byłych mieszkańców wsi – pochowano kilkudziesięciu mieszkańców Zahorowa Nowego i kolonii Horochówka zamordowanych w nocy z 11 na 12 lipca 1943 r. Budowa kopca sugeruje jednak, że był to pomnik wzniesiony w 1941 r. na pamiątkę odrodzenia państwa ukraińskiego. Niezależnie od pierwotnego (i ewentualnie wtórnego) przeznaczenia kopca, istnieją jeszcze inne świadectwa zbrodni w Zahorowie Nowym.
Z drugiej strony Zahorów Nowy figuruje w Kresowej księdze sprawiedliwych, bowiem tu, jak i w wielu innych miejscowościach, byli Ukraińcy, którzy pomagali Polakom uniknąć śmierci z rąk nacjonalistów.
11 września 1943 r. na terenie Zahorowa Nowego doszło do starcia czoty specjalnego przeznaczenia UPA pod dowództwem Andrija Marceniuka (pseudonim „Bereza”) z Niemcami. Według Grzegorza Motyki starcie wyglądało następująco: 11 września [upowcy] zostali nieoczekiwanie otoczeni przez Niemców. Partyzanci wycofali się za mury klasztoru i stawili desperacki opór. Niemcy (nie chcąc ponieść zbyt ciężkich strat od ognia prowadzonego zza murów klasztoru) wezwali na pomoc lotnictwo. Trzy samoloty zbombardowały klasztor, ale przeprowadzony zaraz po zakończeniu nalotu szturm został odparty. Około godz. 2 pojawiła się mgła. Pozostali przy życiu partyzanci, korzystając z jej osłony, podjęli próbę przebicia. Dwunastu to się udało.
Według publikacji ukraińskich starcie miało znacznie dłuższy przebieg i bardziej dramatyczny charakter: 43-44 bojowników UPA od 8 września walczyło na terenie nowozahorowskiego monasteru z prawie 400-osobowymi siłami przeciwnika (kompania żandarmerii, kompania kozaków dońskich, kompania policji pomocniczej złożona z folksdojczów). Mimo przewagi przeciwnika powstańcy UPA bronili się skutecznie, zadając wrogowi liczne straty. Następnego ranka (9 września) do Nowego Zahorowa przybyło dodatkowych 700 żandarmów wyposażonych w sprzęt artyleryjski. Ostrzał trwał cały dzień, a wieczorem Niemcy ściągnęli na miejsce walki 10 lekkich czołgów. Jednocześnie trzy samoloty bombardowały klasztor, w którym bronili się Ukraińcy. Kolejny dzień (10 września) pozostałych przy życiu 18 upowców dzielnie odpierało niemieckie ataki, połączone z ostrzałem artylerii i czołgów. W nocy z 10 na 11 września Niemcy zaprzestali ostrzału i rozpoczęli szturm na klasztor. Zginęło wprawdzie jeszcze trzech bojowników (w tym dowódca „Bereza”), ale pozycja została utrzymana. W nocy 12 września powstańcy zdecydowali się przerwać oblężenie. Dwunastu bojowników podzielonych na dwie grupy po sześć osób w dwóch różnych kierunkach wyrwało się z niemieckiego okrążenia. Rankiem 12 września Niemcy wkroczyli w ruiny klasztoru, gdzie w podziemiach znaleźli jednego z trzech ukrytych tu rannych upowców i natychmiast go powiesili. Pozostałym udało się przeżyć dzięki opiece miejscowych chłopów, którzy także pogrzebali poległych bojowników. Ogółem Niemcy stracili ok. 500 zabitych i 700 rannych.
Streszczona powyżej wersja, choć nie jest jedyną wersją ukraińską wydarzeń w Zahorowie Nowym pokazuje, jak niewielka potyczka stała się elementem mitologizacji UPA.
Jednocześnie opowieść o walce w klasztorze zahorowskim niekiedy staje się elementem antypolskiej propagandy, Polacy występują tu jako donosiciele, którzy poinformowali okupantów o obecności UPA w Zahorowie Nowym lub jako uczestnicy walki po stronie niemieckiej. Publikacje podające te informacje (być może prawdziwe) nie podają przy tym źródeł ani żadnych informacji o antypolskich działaniach UPA, stąd teledysk Ne każuczy nikomu zespołu Tartak stał się, m.in. za sprawą opisu na YouTube i bloga ks. Tadeusza Isakowicza-Zaleskiego, elementem klasycznego konfliktu pamięci: Polacy pamiętają o przedwojennym kościele katolickim i zamordowanych w Zahorowie rodakach, Ukraińcy – o bohaterstwie żołnierzy UPA i prawosławnym monasterze (przy czym obie strony, pisząc nierzadko o tym samym obiekcie, używają odmiennych określeń: kościół – monaster).

## Zabytki
- Prawosławny, następnie bazyliański kompleks klasztorny:
  - Budynek klasztoru – częściowo dobudowany i przeznaczony dla potrzeb parafii prawosławnej
  - Cerkiew, pierwotnie greckokatolicka, następnie prawosławna, w dwudziestoleciu międzywojennym kościół katolicki – barokowa świątynia z XVII w. w stylu bazyliańskim, na miejscu starszej prawosławnej, wzniesiona z cegły, tynkowana. Fasady na 4 osiach. Główna, zachodnia, fasada posiada trzyczęściową pofałdowaną, w drugiej kondygnacji półkoliste okna. Kościół bez dachu. Sklepienia krzyżowe zniszczone, przetrwały tylko podstawy łuków. We wnętrzu pozostałości ozdobnych kapiteli, ołtarzy i fresków. Jako dobro kościelne w czasach ZSRR zabytek nie znajdował się pod ochroną i ulegał degradacji, obecnie cieszy się coraz większym zainteresowaniem.
- Pomnik żołnierzy UPA.